# Gymnangium hians
Gymnangium hians is een hydroïdpoliep uit de familie Aglaopheniidae. De poliep komt uit het geslacht Gymnangium. Gymnangium hians werd in 1852 voor het eerst wetenschappelijk beschreven door Busk. 